# Bình xịt hơi cay
Bình xịt hơi cay (cũng được gọi tắt là OC spray - Oleoresin Capsicum) là một thiết bị tự vệ (đôi khi để tấn công) bằng cách bất ngờ phun các chất cay như hạt tiêu, ớt, các chất hóa học gây cay khác về phía mặt đối thủ gây chảy nước mắt, đau đớn và có thể gây mù tạm thời, được sử dụng trong chống bạo động, tự vệ cá nhân.
Mặc dù được coi là một tác nhân không gây chết người, trong một số trường hợp ghi nhận được các ca tử vong trong đó hơi cay là một yếu tố không thể bỏ qua.
Chất cay trong bình chủ yếu là Capsaicin (8-methyl-N-vanillyl-6-nonenamide, (CH3)2CHCH=CH(CH2)4CONHCH2C6H3-4-(OH)-3-(OCH3)) chiết xuất từ các cây thuộc chi ớt, họ Cà hoặc họ Hồ tiêu.

## Tổng quát
Việc sử dụng bình xịt hơi cay làm vũ khí bị cấm trong các cuộc xung đột quốc tế qua Hiệp định về về vũ khí sinh học 1972 chống lại binh lính và thường dân trong một cuộc chiến tranh, tuy nhiên, nó được phép sử dụng trong nội địa. Điều này do đó có ảnh hưởng đến việc sử dụng bởi quân cảnh trong tình trạng bất ổn dân sự. Do đó, việc sử dụng bởi một lực lượng cảnh sát quân sự có thể hợp pháp nếu điều này có nghĩa là để duy trì trật tự quân đội chống lại binh lính của chính mình hoặc bằng các thỏa thuận liên chính phủ chống lại đám đông bạo động.
Ở một số nước, việc nhập khẩu, việc mang và sở hữu bình xịt hơi cay đều bị cấm.